# David Vann
David Vann (Isola di Adak, 19 ottobre 1966) è uno scrittore statunitense- nativo dell'Alaska - nonché docente di Scrittura creativa presso l'Università di Warwick del Regno Unito. Come scrittore, ha vinto diversi premi, spiccano però il Prix Médicis come miglior autore straniero, la Guggenheim Fellowship, la Stegner e la National Endowment for the Arts. Soprattutto, è stato accolto dal New Yorker nel suo prestigioso Club del libro. Ha pubblicato sulle riviste più prestigiose: The Guardian, Sunday Times, The Observer, Sunday Telegraph, Esquire e Financial Times sono solo le più famose tra quelle che si possono elencare. Ha contribuito alla divulgazione culturale collaborando con la BBC e National Geographic.